# HD 24164
HD 24164，又名BD+71 222，SAO 5040、HR 1196，是一颗恒星，视星等为6.34，位于銀經136.36，銀緯13.96，其B1900.0坐标为赤經3h 45m 42.6s，赤緯+71° 13.96′ 30″。